# Santa Fiora
Santa Fiora è un comune italiano di 2 502 abitanti della provincia di Grosseto in Toscana. Posto sull'Amiata grossetana, fa parte dei borghi più belli d'Italia.

## Geografia fisica

### Territorio
Il territorio comunale si estende per quasi 63 km² nell'area del Monte Amiata, sviluppandosi tra quote collinari e montuose. Confina a nord con il comune di Castel del Piano, a est con i comuni di Abbadia San Salvatore e Piancastagnaio in provincia di Siena, a sud-est con il comune di Castell'Azzara, a sud con il comune di Semproniano, a sud-ovest con il comune di Roccalbegna e a nord-ovest con il comune di Arcidosso.
Per le elevate qualità turistiche, ambientali e storico-culturali dal 2015 è stata riconosciuta al Comune di Santa Fiora la Bandiera Arancione del Touring Club italiano.
La località è stata l'epicentro di due terremoti: il 17 dicembre 1902 l'evento sismico raggiunse la magnitudo 5,03 della scala Richter e il VI-VII grado della scala Mercalli, mentre il 12 febbraio 1905 l'evento fu meno forte, facendo segnare la magnitudo 4.83 della Scala Richter e il VI grado della Scala Mercalli.
- Classificazione sismica: zona 2 (sismicità medio-alta), Ordinanza PCM 3274 del 20/03/2003

### Clima
I 2269 gradi giorno che si registrano nel centro di Santa Fiora includono il territorio comunale in zona E, consentendo l'accensione degli impianti di riscaldamento nel periodo 15 ottobre-15 aprile per un massimo di 14 ore giornaliere.
In base ai dati medi disponibili per il trentennio 1951-1980 per l'unica stazione meteorologica situata all'interno del territorio comunale e di seguito riportati nella tabella, la temperatura media annua si aggira sui +12,1 °C ai 687 metri s.l.m. di Santa Fiora, mentre le precipitazioni medie annue risultano abbondanti con 1.469 mm per la medesima località, valori non dissimili alle zone circostanti per la presenza del massiccio montuoso del Monte Amiata che tende a causare effetto stau, oltre ad incrementare l'attività temporalesca termoconvettiva durante i mesi più caldi.
| Località    | altitudine       | temperatura media annua | precipitazioni medie annue | media di riferimento |
| Santa Fiora | 687 metri s.l.m. | 12,1 °C                 | 1.469 mm                   | 1951-1980            |

- Classificazione climatica: zona E, 2269 GG
- Diffusività atmosferica: media, Ibimet CNR 2002

## Storia

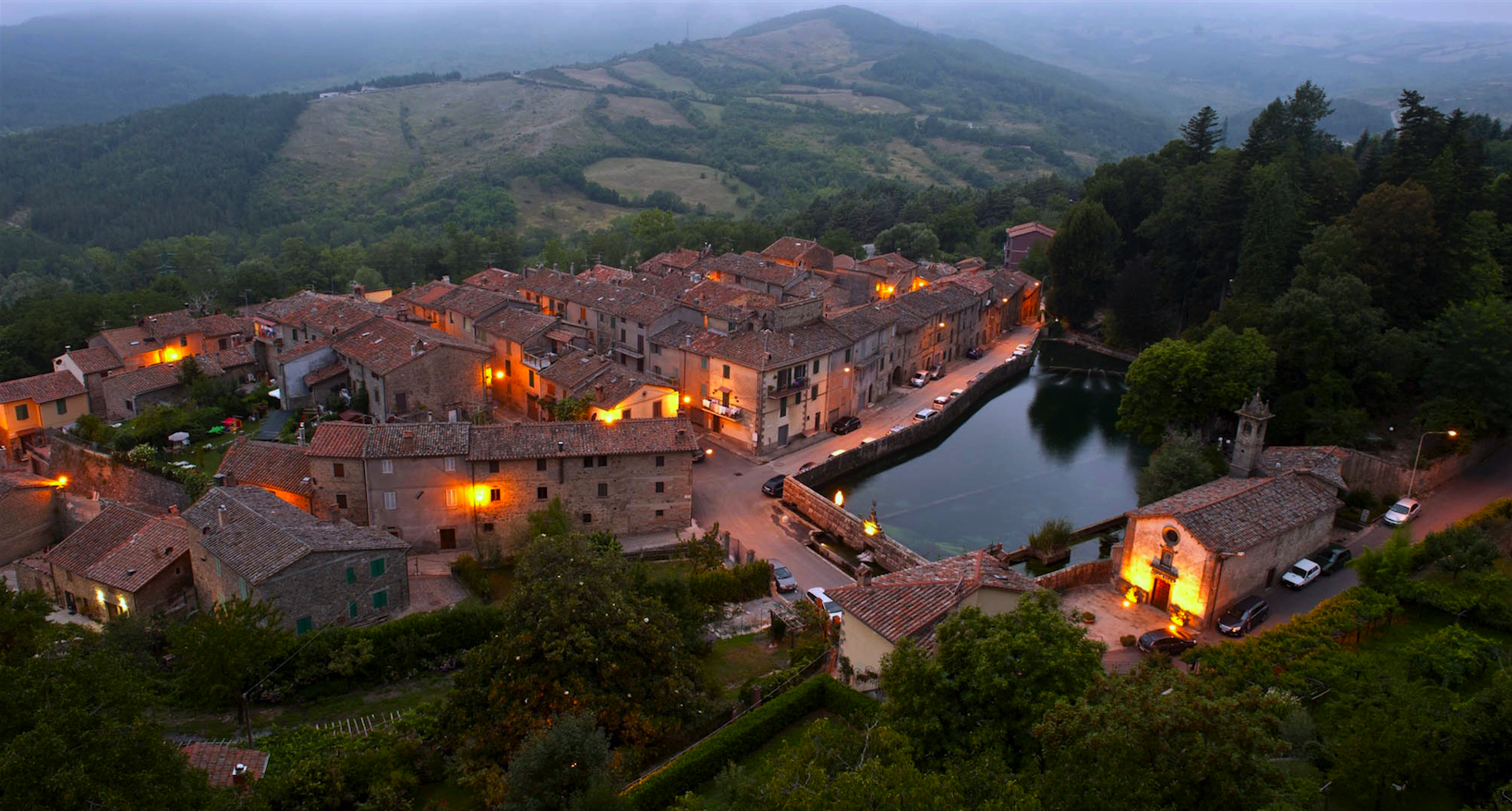
Santa Fiora, veduta della peschiera e del terziere di Montecatino

Citata per la prima volta in un documento dell'anno 890, Santa Fiora è ricordata come villa con oltre cento poderi nel 1082 e come castello nel 1141, detto di Santa Flore. Dominio storico dei conti Aldobrandeschi, fu sede della contea assegnata nel 1274 a Ildebrandino, figlio di Bonifacio, quando il territorio aldobrandesco fu diviso nei due rami di Santa Fiora e Sovana: l'area della contea di Santa Fiora comprendeva anche i territori di Arcidosso, Castel del Piano, Roccastrada, Castiglione d'Orcia, Semproniano e Selvena. Nel corso del XIII secolo, Santa Fiora divenne uno dei centri più importanti della Toscana meridionale, fulcro della resistenza ghibellina al governo di Siena, arrivando a mettersi in opposizione ad Abbadia San Salvatore, che ormai da secoli dominava l'area del Monte Amiata. La località è citata da Dante nel VI canto del Purgatorio proprio per la sua appartenenza ghibellina («e vedrai Santafior come si cura»). Nel corso del XIV secolo, la città iniziò a cadere sotto l'influsso di Siena, perdendo i castelli di Arcidosso e Castel del Piano, conquistati da Guidoriccio da Fogliano nel 1331, e finendo occupata dai senesi negli anni tra il 1380 e il 1384, anni in cui si assisté alla distruzione dei palazzi comitali ed alla costruzione di una nuova rocca. Alla fine del XIV secolo la contea, fortemente indebolita, rimaneva in possesso solo dei castelli di Santa Fiora, Castell'Azzara e Scansano.
Con la fine degli Aldobrandeschi, alla metà del XV secolo il territorio della contea passò alla famiglia Sforza in virtù del matrimonio tra Cecilia Aldobrandeschi, figlia dell'ultimo conte della casata, Guido, e Bosio Sforza, nato a Montegiovi da Muzio Sforza e Antonia Salimbeni. Il figlio di Bosio, Guido Sforza, governò la contea tentando di riportare Santa Fiora agli antichi fasti: arricchì la città con opere d'arte, come le terrecotte di Andrea della Robbia della pieve delle Sante Flora e Lucilla; fece costruire palazzi nobiliari e opere pubbliche come la Peschiera; ospitò più volte papa Pio II Piccolomini legando rapporti con il papato (sposò anche la nipote di Alessandro Farnese, futuro Paolo III); difese Santa Fiora dal tentativo di invasione delle truppe del duca Valentino Borgia; entrò inoltre nella leggenda e nel folclore locale per aver ucciso un "drago" che infestava quei territori, il cui teschio è conservato nel convento della Selva.
Nel corso degli anni gli Sforza, dal XVII secolo uniti con i Cesarini, interessati più ai legami con Roma che all'antica capitale della contea, lasciarono Santa Fiora nelle mani di alcuni vicari, tra i quali sono da ricordare soprattutto i Luciani e i Menichetti, poi nel XIX secolo Ricci Menichetti, infeudati di Castell'Azzara. Infine, nel 1624, la contea fu annessa al Granducato di Toscana. Santa Fiora conobbe una certa ripresa economica tra il XIX e il XX secolo, quando si affermò importante centro minerario per l'escavazione del cinabro, venendo raggiunta da numerosi lavoratori da ogni parte della Toscana.

### Simboli

Il gonfalone comunale

Lo stemma di Santa Fiora è stato riconosciuto con decreto del capo del Governo del 19 maggio 1930 ed è costituito da uno scudo sannitico di colore verde e rosso su cui sono raffigurate le sante Flora e Lucilla che sostengono insieme un anello dorato. Lo stemma ha la seguente blasonatura ufficiale:
Il gonfalone, adottato con delibera del consiglio comunale n. 61 del 30 maggio 1986, è un drappo partito di verde e di rosso.

## Monumenti e luoghi d'interesse

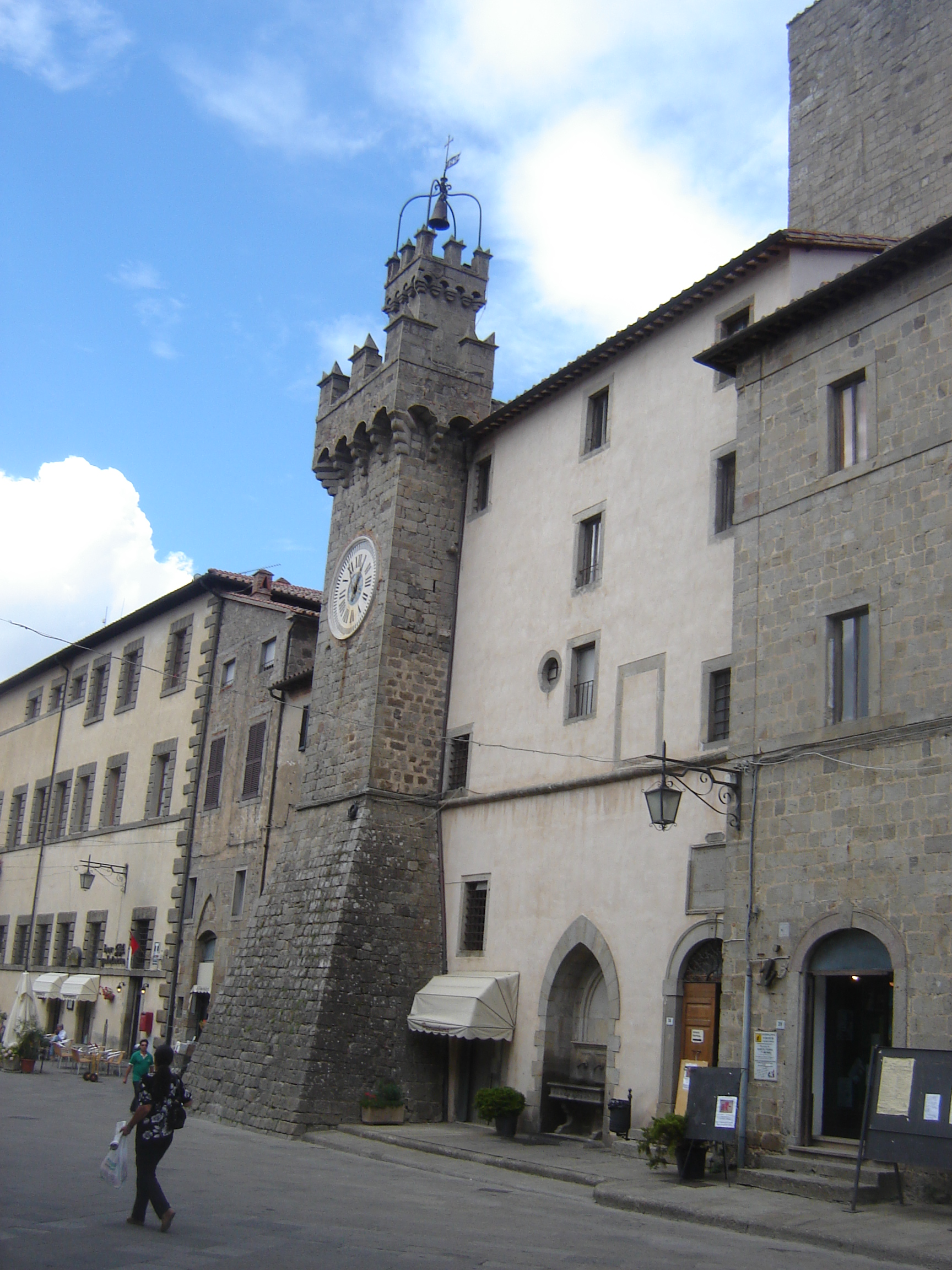
Piazza Garibaldi con parziale veduta del Palazzo Sforza Cesarini.

### Architetture religiose

#### Chiese parrocchiali
- Pieve delle Sante Flora e Lucilla, situata in piazza Arcipretura, nel terziere di Castello, risale al 1142 (il Pecci e il Battisti datano la prima edificazione addirittura all'860), fu successivamente ampliata nel XV secolo, con l'aggiunta della cappella Sforza, e in quello successivo con la trasformazione della cappella Sforza nel cappellone del Santissimo Sacramento. Sulla facciata al di sotto del rosone è collocato lo scudo araldico con gli stemmi di Mario I Sforza, conte di Santa Fiora (figlio di Costanza Farnese, figlia naturale del papa Paolo III) e di Fulvia Conti dei conti di Segni e di Valdimontone, che avevano contratto matrimonio nel 1548. Nel 1792 furono aggiunte le navate laterali e sulla facciata venne spostato il portale cinquecentesco del cappellone del Santissimo Sacramento. Tra il 1930 e il 1940 sono stati effettuati dei lavori di restauro. La facciata è decorata con un rosone in travertino con raggiera a otto colonnine. All'interno, sono conservate numerose opere d'arte, come le robbiane, terrecotte rinascimentali dell'artista Andrea della Robbia, eseguite tra il 1464 e il 1490: tra le principali si ricordano un Battesimo di Cristo davanti al fonte battesimale; l'Ultima cena, la resurrezione e l'ascensione di Cristo sul pulpito; una pala con la Madonna della Cintola fra i santi Fiora, Tommaso, Francesco e Giorgio; il tabernacolo con l'Eterno Padre in gloria fra i cherubini e angeli adoranti; il Crocifisso detto di San Biagio, nella parete di destra e originariamente collocato presso il cimitero; la pala d'altare strutturata a trittico con al centro l'Incoronazione della Vergine e ai lati san Francesco stimmatizzato e san Girolamo penitente.[14] La parrocchia delle Sante Flora e Lucilla conta circa 1 530 abitanti.[15]
- Chiesa del Santissimo Nome di Maria, chiesa parrocchiale della frazione del Bagnolo, è stata eretta per volere di Leopoldo I di Toscana nel 1792 e ristrutturata negli anni tra il 1963 e il 1964. Nel 1992 è stato aggiunto il portale in bronzo.[16] La parrocchia del Bagnolo conta circa 780 abitanti.[17]
- Chiesa di Nostra Signora del Sacro Cuore, situata nella frazione delle Bagnore, eretta in parrocchia nel 1956, è stata progettata da Ernesto Ganelli. La costruzione fu completata soltanto nel 1985. Si presenta a croce latina, in uno stile neoromanico, con la facciata decorata da un rosone in pietra e un portico con gradinata.[18] La parrocchia delle Bagnore conta circa 460 abitanti.[19]
- Chiesa di Santo Stefano protomartire e Convento della Santissima Trinità: sono situati presso la frazione della Selva e legati alla leggenda di un drago che terrorizzò questi territori nel XV secolo. All'interno del convento è situata ancora oggi la parte superiore del cranio del mostro, quasi sicuramente identificabile come appartenente ad un coccodrillo. Il convento è stato costruito nel 1488 per volere di Guido Sforza e conserva numerose opere artistiche di pregio: la pala della Trinità cinquecentesca, di esecuzione robbiana; il dipinto settecentesco del Bambino Gesù con i santi Antonio da Padova, Buonaventura da Bagnoregio, Lodovico da Tolosa, Leonardo da Porto Maurizio e Bernardino da Massa Marittima; la tela con san Francesco in gloria con le sante Chiara ed Elisabetta d'Ungheria; una pala d'altare del 1744 con l'Immacolata Concezione e i santi Giuseppe e Antonio abate; infine la monumentale tavola di Girolamo di Benvenuto che raffigura l'Assunzione della Vergine con i santi Girolamo e Francesco.[20] Affiancata al convento si trova la seicentesca chiesa di Santo Stefano protomartire, ristrutturata nel 1933 in stile neoromanico. La parrocchia della Selva conta circa 290 abitanti.[21]

#### Chiese minori

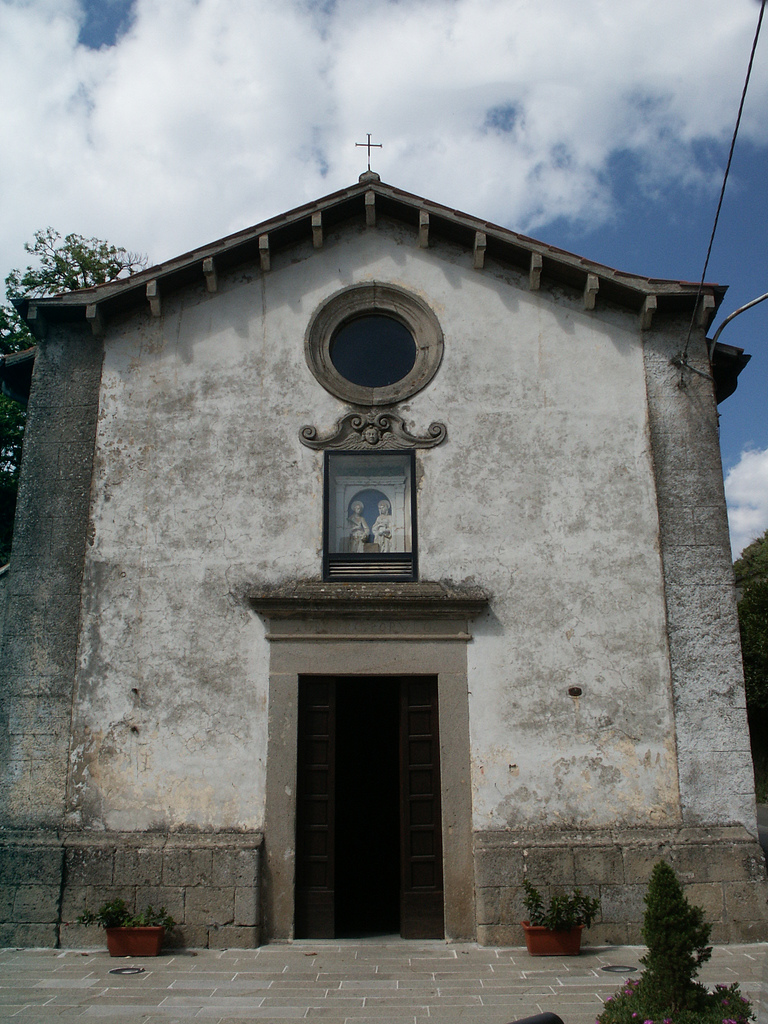
Chiesa della Madonna delle Nevi

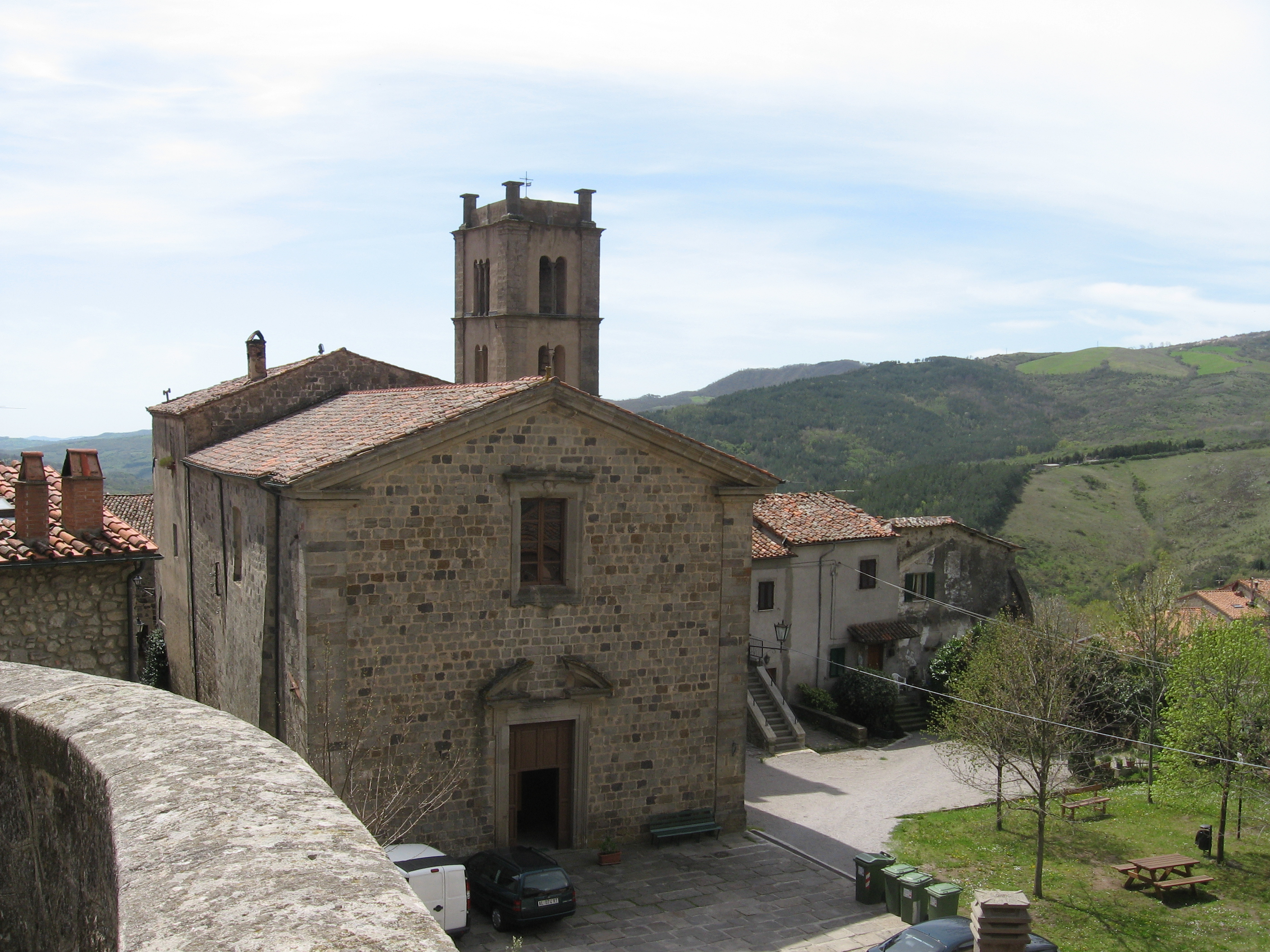
La chiesa di Sant'Agostino

- Chiesa di San Giuseppe, situata sul lato nord-orientale di piazza Garibaldi, nel terziere di Castello, è stata edificata nel 1872, data posta sulla facciata. Sul fianco si eleva il campanile.[22]
- Chiesa del Suffragio, chiamata anche della Misericordia, è situata in piazza Carducci, nel terziere di Castello, ed è stata costruita tra il 1716 e il 1726. Sul coro ligneo coevo è posta una tela raffigurante la Madonna e il Cristo in gloria con i santi Gregorio, Nicola da Tolentino e Girolamo.[23]
- Chiesa di Sant'Agostino, situata nel terziere di Borgo, ne fu iniziata la costruzione nel 1309 e assunse l'aspetto attuale nel 1681. Sul fianco destro è addossato il campanile del XIV secolo, mentre all'interno sono conservati un grande crocifisso ligneo trecentesco ed un trittico in olio su tela del XVI secolo, attribuito a Iacopo Picchiarotti, raffigurante la Madonna col Bambino in trono con i santi Paolo e Agostino (a destra), i santi Pietro e Michele arcangelo (a sinistra) e un frate agostiniano in adorazione (in basso).[24]
- Chiesa di Santa Chiara e convento delle Clarisse: situati in via delle Monache, nel terziere di Borgo, il convento risale al XVII secolo ed è stato soppresso una prima volta nel 1770, poi definitivamente nel 1992. La chiesa è stata consacrata nel 1705 e presenta facciata a capanna con lesene laterali e portale con timpano triangolare. All'interno è conservato un crocifisso ligneo venerato dalle popolazioni locali, tanto che il luogo è stato riconosciuto come santuario l'11 ottobre 2003.[25]
- Chiesa di Sant'Antonio, situata nel terziere di Borgo nell'omonima piazzetta, risale al XVI secolo e oggi ne rimane soltanto la facciata in pietra con portale architravato sovrastato da timpano triangolare, dopo essere stato distrutto nei primi del XIX secolo.[26]
- Chiesa della Madonna delle Nevi, detta anche della Pescina, è situata nel terziere di Montecatino ed è incassata nel muro di cinta della Peschiera di Santa Fiora. La particolarità di questa chiesa è quella di sorgere nel punto in cui sono situate le sorgenti del fiume Fiora, visibili sotto il pavimento in vetro dell'edificio. Costruita prima del 1640 nel luogo dove era posto un tabernacolo con l'immagine della Vergine, conserva all'interno alcuni interessanti affreschi sovrapposti, portati alla luce da recenti restauri, attribuibili al pittore Francesco Nasini. Sulla facciata è stata collocata sotto l'oculo una robbiana raffigurante le sante Flora e Lucilla.[27]
- Chiesa di San Rocco, piccolo edificio di culto situato fuori dal centro storico del paese, lungo la strada che porta a Marroneto, è stato costruito nel 1529 e presenta una facciata a capanna con portale con trabeazione a triglifi, metope e timpano triangolare, sovrastato da un oculo.[26]
- Chiesa della Madonna del Rosario, situata al Bagnolo, è stata costruita nel 1702 e ristrutturata nel 1862. Conserva nel campanile la più piccola delle campane dell'antico convento di Sant'Agostino, franato nel 1310 e trasferito quindi a Santa Fiora.[28]
- Chiesina delle Bagnore, antica chiesetta del nucleo storico, nei cui pressi il 18 agosto 1878 morì Davide Lazzaretti, ferito a morte dai carabinieri di Arcidosso.[29]

#### Cappelle
- Cappella di San Bastiano, situata in un castagneto tra il paese e le Bagnore, risale al XVII secolo ed è realizzata in sasso peperino. In quanto attualmente inserita in una proprietà privata, non risulta visitabile.[30]
- Cappella della Madonna Addolorata, situata nella frazione della Selva e comunemente conosciuta come la chiesina, è stata costruita nel 1828 e consacrata nel 1833. È spesso utilizzata come chiesa parrocchiale per la sua posizione centrale (sebbene la sede sia alla chiesa di Santo Stefano).[31]

#### Altri edifici sacri
- Cimitero monumentale di Santa Fiora, situato nella parte sopra il paese, lungo la provinciale che porta ad Arcidosso, ospita al suo interno personalità locali: il profeta Davide Lazzaretti, il politico ed ex partigiano Fernando Di Giulio, il cardinale Valerio Valeri, padre Ernesto Balducci. All'interno sono situati una chiesina, il monumento funebre di Ernesto Balducci ed il gruppo scultoreo che ricorda l'eccidio dei minatori di Niccioleta del 14 giugno 1944, anch'essi qui sepolti.[32]
- Convento di San Michele arcangelo, situato nel terziere di Borgo adiacente alla chiesa di Sant'Agostino, era un antico convento agostiniano oggi soppresso (1790), qui spostato nel 1311 dal Bagnolo, dove era situato originariamente. Ancora è visibile il portale con decorazioni nell'architrave.[33]
- Sinagoga di Santa Fiora, antico luogo di culto della comunità ebraica di Santa Fiora tra il XVI e il XVIII secolo, ne rimangono oggi pochissime tracce. L'area oggi chiamata proprio piazza del Ghetto, nel terziere di Borgo, apparentemente una piazza anonima, era il luogo dove questa comunità viveva e aveva la possibilità di praticare il culto (tramite la concessione di una particolare Carta dei privilegi).[34]

### Architetture civili

#### Palazzi
- Palazzo Pretorio, situato in piazza Garibaldi, adiacente al palazzo Sforza, è stato per anni sede dell'amministrazione comunale. Una lapide posta sull'edificio ricorda la visita del cardinale Borromeo. Nel dopoguerra è stata realizzata la fonte dei serpi, in luogo dove era situata una lapide con i risultati del plebiscito per l'annessione al Regno d'Italia, distrutta dai tedeschi in ritirata.[35]
- Palazzo Sforza Cesarini, situato in piazza Garibaldi, è stato costruito nel 1575 sulle preesistenti strutture fortificate della rocca. Ospita la sede dell'amministrazione comunale e il museo delle miniere di mercurio del Monte Amiata. Al primo piano è situata una cappellina privata con resti di decorazioni a fresco, mentre durante i lavori per la sistemazione della sede municipale sono riemersi due cicli di affreschi di scuola romana della fine del XVI secolo: quelli maggiormente visibili ed interpretabili sono quelli raffiguranti le ore del giorno e le quattro stagioni. Il palazzo ha inglobato anche un alto torrione in pietra a filarotto, già sede delle carceri, con cinque finestre rettangolari con inferriata sul retro, in via della Roccaccia. Sul fianco sinistro sporge invece la torre dell'Orologio, a pianta quadrata con base a scarpa, addossata su un edificio adiacente al palazzo pretorio.[36]
- Palazzo Luciani, detto Palazzo degli Affittuari, situato in via del Diacceto nelle adiacenze del Palazzo Sforza Cesarini, era proprietà della famiglia Luciani, vicari degli Sforza. Presso il palazzo è situato un ampio giardino arricchito da sculture.[37]
- Palazzo delle Scuole, imponente edificio monumentale, realizzato alla fine del XIX secolo in peperino, dove si apre il parco della Rimembranza.[38]

#### Altri edifici civili
- Peschiera, situata nel terziere di Montecatino, sorge attorno alle sorgenti del fiume Fiora. Cinta da un muro in trachite, fu voluta dagli Sforza nel XVI secolo, che qui realizzarono un parco-giardino. Le ultime ristrutturazioni furono effettuate da Lorenzo Sforza Cesarini nel 1851. L'accesso al parco, costituito da pini, cipressi, tigli, castagni, lecci, cedri e magnolie, avviene da un piccolo edificio con loggiato a tre archi.[26] Dalla peschiera le acque del Fiora defluiscono in una vasca posta all'esterno del muro di cinta, sormontata da due delfini con il tridente, utilizzata un tempo come abbeveratoio e poi come lavatoio pubblico.[39]
- Centrale geotermica Bagnore 3, situata tra la riserva naturale del Monte Labbro, il poggio di Merigar West e la vetta del Monte Amiata, realizzata tra il 1998 e il 2001 su progetto di Stefano Boeri e su commissione dell'Enel. Si presenta come un'imponente opera di architettura contemporanea che si staglia in armonia con il paesaggio circostante, diventando un landmark dell'intera zona.[40]

### Architetture militari
- Mura di Santa Fiora: antiche mura a difesa del borgo storico, ne rimangono oggi alcune tracce. L'accesso al centro fortificato avviene da due porte, la porta di San Michele, o di Borgo, ad arco a sesto ribassato con estradosso a sesto acuto, presso piazza Sant'Agostino, e la porta delle Scalette, detta anche la Porticciola, che collega il Castello con il Borgo. Nel lato di piazza Garibaldi dove oggi sorge il ponte, era situata la porta del Cassero, distrutta nel XIX secolo, mentre lungo l'odierna via delle Mura si apriva la porta di San Giovanni, così chiamata perché dava verso l'omonima pieve, oggi scomparsa, posta fuori dalla cinta muraria. Nei pressi del convento delle Clarisse era situata anche la porta dei Gobbacci, poi inglobata nella struttura conventuale.

### Altro
- Loggia del liscio, caratteristico loggiato di piazza del Borgo, permette di scendere verso la campagna fino a raggiungere il corso del fiume Fiora.[41]
- Monumento ai caduti, obelisco posto nel parco della Rimembranza, fuori dal centro storico, reca alla base l'iscrizione: «Santa Fiora/ai caduti/di tutte le guerre».
- Monumento ai minatori, monumento posto nel parco della Rimembranza il 1º maggio 1994, a ricordo di tutti i minatori caduti sul lavoro, è composto da un sasso posizionato su profili d'acciaio a doppia T. Sul sasso sono raffigurati, in ferro, santa Barbara, patrona dei minatori, ed un lavoratore che porta un carrello da miniera. L'iscrizione recita: «Santa Fiora ai minatori».
- Monumento a Mario Pratesi, busto in bronzo dello scultore Tolomeo Faccendi, è posto su una colonna a base quadrata di travertino che riporta alcune iscrizioni. Sul lato destro è scritto: «Santa Fiora il 23.8.1960 lo ricordò»; sul lato sinistro: «Santa Fiora, 11 novembre 1842/Firenze, 3 settembre 1921»; mentre sul lato frontale è riportata una citazione del poeta, estratta dall'opera In provincia del 1883: «Io morirò con la nostalgia di questi luoghi, e se la mia anima resta, prego che ella si avvolga col vento che dai macigni dell'Amiata va lungo la Fiora malinconica fino al mare».
- Monumento ai caduti del mare, anch'esso posizionato nel parco della Rimembranza, si tratta di un grosso sasso con un'ancora ed un libro aperto che ricorda i marinai caduti in servizio. Il monumento è stato inaugurato il 20 luglio 2007, come riportato sul sasso.
- Statua di San Michele, situata nell'omonima piazza del terziere di Castello, rappresenta l'arcangelo che schiaccia il demonio. Risalente al XVII secolo, è realizzata in peperino.[42]
- Fontana di piazza dell'Olmo, situata nel terziere di Castello, è realizzata in pietra trachitica.[42]
- Mosè, scultura in bronzo di Tolomeo Faccendi, realizzata nel 1967 e posta nel piazzale di fronte alle gallerie dell'acquedotto del Fiora.[43]
- Fonti del Bagnolo: il borgo del Bagnolo è conosciuto come il paese delle sette fonti, per la presenza di numerose sorgenti oggi trasformate in fontanili. Le fonti sono: fonte Spilli, fontanile delle Piazze, fonte Baldina, il fontanino, fonte della Faggia, fonte Perino, fonte delle Monache.[44]
- Tabernacolo della Madonna del Castagno, posto nei castagneti secolari poco fuori dall'abitato delle Bagnore, è legato alla leggenda secondo la quale un giovane pastore, assalito dal lupi, invocò la Madonna per chiedere protezione e si salvò quando i rami dei castagni si piegarono miracolosamente offrendo riparo a lui e alle sue pecore.[45]

### Aree naturali
- Riserva naturale provinciale Bosco della Santissima Trinità, così chiamata per la presenza del convento della Trinità alla Selva, è un'area naturale protetta istituita nel 2001. Occupa una superficie di 38 ettari e si sviluppa sul versante ovest del Monte Calvo ad una altitudine fra i 600 e 720 m.

## Società

### Evoluzione demografica
Abitanti censiti

### Distribuzione degli abitanti
| Frazioni                | Abitanti (2011) | Altitudine |
| ----------------------- | --------------- | ---------- |
| Santa Fiora (capoluogo) | 1 364           | 687        |
| Bagnolo                 | 612             | 800        |
| Bagnore                 | 395             | 780        |
| Selva                   | 100             | 788        |
| Altre località          | 231             | -          |

### Etnie e minoranze straniere
Secondo i dati ISTAT al 31 dicembre 2009 la popolazione straniera residente era di 299 persone. Le nazionalità maggiormente rappresentate in base alla loro percentuale sul totale della popolazione residente erano:
- Romania, 103 - 3,67%
- Albania, 65 - 2,31%
- Repubblica di Macedonia, 52 - 1,85%

### Tradizioni e folclore
- Canti di questua della Befana: festa che si svolge ogni 5 gennaio a Bagnore e Marroneto, è un'antica ricorrenza legata al ritorno dei dicioccatori dalla Maremma subito dopo la castagnatura.[48]
- Carnevale morto: originale manifestazione carnevalesca in cui gli uomini di Marroneto si divertono a creare una piccola rappresentazione che si tramanda da generazioni, dove si dà il saluto al "Carnevale" che viene ucciso dalla "Quaresima".[49] Come afferma lo storico Roberto Ferretti, si tratta dell'unica rappresentazione popolare che gioca sul tema della morte e del macabro come auto-liberazione che sia sopravvissuta fino ad oggi in Maremma.[50]
- Feste di primavera: la primavera è una stagione caratterizzata da numerose feste accomunate dal filo conduttore del rito della natura e della rinascita della campagna. Tra le varie festività si ricordano la processione di San Marco del 25 aprile, con il lancio augurale di ghirlande di fiori alla Peschiera, e la festa della Santa Croce del 3 maggio, con la processione che espone il crocifisso miracoloso della chiesa di Santa Chiara e lo scambio dei cedri tra innamorati.[51]
- Festa delle sante Flora e Lucilla: festa patronale di Santa Fiora, si svolge ogni 29 luglio con una processione che porta per le vie del paese le reliquie delle due sante. In questo giorno è stato istituito il palio delle Sante, con corteo storico e torneo di tiro con l'arco in cui si sfidano le rappresentanze di Santa Fiora, Bagnolo, Bagnore e Marroneto.[52]
- Fiera di San Rocco: la festa è legata al culto di san Rocco protettore contro la peste, molto sentito a Santa Fiora, ed è caratterizzata da una grande fiera che si svolge il 16 agosto lungo le vie del paese e sotto i castagni.[53]
- Festa dell'Assunta: la festa si svolge ogni 14 agosto a Marroneto, con danze e canti intorno a cataste di fascine incendiate. Deriva da un antico rito di purificazione della campagna.[53]
- Fiaccolata del 30 dicembre: ogni 30 dicembre un corteo di fiaccole ardenti si snoda tra le strade dei terzieri del centro storico fino a raggiungere il Palazzo Sforza Cesarini, dove avviene la distribuzione della polenta dolce di farina di castagne. Le origini della festività risalgono al medioevo, quando la processione raggiungeva in notturna – e quindi illuminata solo con delle fiaccole – la pieve di San Giovanni, oggi scomparsa, un tempo posta fuori le mura del castello.[54]

## Cultura

### Istruzione

#### Musei
Il comune di Santa Fiora dispone di una struttura museale che fa parte della rete provinciale Musei di Maremma:
- Museo delle miniere di mercurio del Monte Amiata

## Geografia antropica

### Suddivisioni storiche
Il centro storico di Santa Fiora si divide tradizionalmente in terzieri:
- Terziere di Castello: comprende la parte alta del paese, dove era originariamente situata la rocca degli Aldobrandeschi. Tra i maggiori elementi di interesse situati nel suo perimetro si segnalano la piazza Garibaldi, con i palazzi nobiliari, e le chiese di San Giuseppe, del Suffragio e delle sante Flora e Lucilla.
- Terziere di Borgo: comprende la parte che dal castello scende a valle verso le sorgenti del Fiora, con l'ex convento di San Michele, la chiesa di Sant'Agostino, di Santa Chiara e di Sant'Antonio. Qui sorgeva anche il ghetto ebraico di Santa Fiora.
- Terziere di Montecatino: comprende la parte situata più a valle, dove sono situate le sorgenti del Fiora con la peschiera e la chiesetta della Madonna delle Nevi.

Oltre a queste suddivisioni tradizionali del centro storico, si ricordano anche le zone sorte in epoca moderna come il rione delle Casette e l'area del parco del Gambrinus.

### Frazioni
- Bagnolo, frazione posta lungo la strada che conduce in provincia di Siena, è nata tra il XVII e il XVIII secolo in un luogo caratterizzato da numerose sorgenti, oggi trasformate in caratteristici fontanili. Deve il suo nome dalla presenza di un torrente che dalla montagna scende nel fosso Cadone, prima di confluire nel Fiora. L'abitato è tradizionalmente suddiviso in otto borgate: Case Fioravanti, Faggia, Fosso, Chiesina, Convento, Gioco, Osteria, Poggetto.[44]
- Bagnore, frazione posizionata lungo la provinciale che collega Santa Fiora con Arcidosso, fu una nota stazione termale grazie alla presenza delle terme dell'Acquaforte, la cui acqua ferruginosa sgorgava alla temperatura costante di 12 °C, da tempo non più attive. Tra il 1920 e il 1976 era qui in funzione l'impianto per la lavorazione del cinabro.[56]
- Marroneto, borgata immersa nei castagni ad est di Santa Fiora, oggi quasi unita al paese per l'espandersi dell'area urbana, è composta da un nucleo più antico, il rione Renaiolo, con abitazioni in sasso peperino — qui era in funzione la cava di peperino più grande del comune — e altri sette rioni nati via via intorno ad alcune fonti: Case Baciacchi, Case Bigi, Case Raspini, Case Tonini, Gretini, Mormoraio e Soana. Presso la frazione nacquero due celebri briganti della seconda metà del XIX secolo: Settimio Menichetti e Settimio Albertini. Nei pressi del paese si trovano inoltre i resti delle mura della vecchia polveriera utilizzata come deposito di esplosivi per le miniere di mercurio.[57]
- Selva, frazione situata sul Monte Calvo, sorge nei pressi dell'antico convento della Santissima Trinità edificato nel XV secolo. Il paese si formò in epoca moderna e ancora oggi si presenta come composto da più agglomerati sparsi fra i castagni: le borgate della Selva sono ben trentotto. A partire dal 1840 si verificò un boom demografico che portò la popolazione a oltre mille unità, finché negli anni sessanta del XX secolo non si assisté ad un forte fenomeno di emigrazione.[58]

## Infrastrutture e trasporti
Il comune di Santa Fiora non possiede linee ferroviarie e superstrade o strade statali all'interno del proprio territorio. La principale via di comunicazione è la strada provinciale 6 del Monte Amiata che conduce ad ovest alle Bagnore e poi verso Arcidosso, e ad est al Marroneto, al Bagnolo e poi verso Saragiolo e Piancastagnaio in provincia di Siena. Un'altra importante strada è la strada provinciale 4 Pitigliano-Santa Fiora, che unisce i due paesi maremmani attraversando, per quanto riguarda il comune di Santa Fiora, la frazione della Selva.

## Amministrazione
| Periodo         | Periodo         | Primo cittadino   | Partito                            | Carica  | Note |
| --------------- | --------------- | ----------------- | ---------------------------------- | ------- | ---- |
| 1º giugno 1988  | 7 luglio 1990   | Maurizio Onofri   | Partito Comunista Italiano         | Sindaco |      |
| 7 luglio 1990   | 22 gennaio 1993 | Isabella Cicaloni | Democrazia Cristiana               | Sindaco |      |
| 22 gennaio 1993 | 24 aprile 1995  | Ermanno Lenzi     | Democrazia Cristiana               | Sindaco |      |
| 24 aprile 1995  | 14 giugno 2004  | Luigi Vencia      | Partito Democratico della Sinistra | Sindaco |      |
| 14 giugno 2004  | 26 maggio 2014  | Renzo Verdi       | centro-sinistra                    | Sindaco |      |
| 26 maggio 2014  | in carica       | Federico Balocchi | centro-sinistra                    | Sindaco |      |

### Gemellaggi[senzafonte]
- Pedace
- Pozzuolo del Friuli

### Altre informazioni amministrative
Il comune fa parte dell'unione dei comuni montani Amiata Grossetana.

## Sport
La squadra di calcio del paese è l'Intercomunale Santa Fiora, compagine che gioca in Seconda Categoria.